# Ana María Trujillo
Ana María Trujillo del Castillo (Cartagena, 3 de abril de 1970) es una periodista, actriz, modelo y diseñadora colombiana.

## Biografía
Ana María Trujillo nació en Cartagena de Indias, donde creció y se formó como modelo, En 1992 fue elegida como la Señorita Bolívar y participó en el Concurso Nacional de Belleza. 
En 1993, Ana María empezó su carrera televisiva en el magazín Panorama, de Producciones JES, y de allí pasó al Noticiero 24 Horas. Posteriormente, en 1997 viajó a Miami, para hacer parte de CBS-Telenoticias. Un año después, regresó a Colombia como presentadora y periodista de Noticias RCN.
Entre 2002 y 2003, incursionó en la actuación en las telenovelas del Canal Caracol Sofía dame tiempo y Ángel de la guarda, mi dulce compañía. Posteriormente, trabajó como presentadora de Día a día hasta 2005.
En 2007 retomó su faceta actoral en Sobregiro de amor, La quiero a morir, Yo no te lo pido la luna y Los caballeros las prefieren brutas. Después, regresó a periodismo, a presentar la sección 1, 2, 3... del Noticiero CM&, junto con Adriana Tono, Catalina Aristizábal e Inés María Zabaraín.
En 2015 contrajo matrimonio con José Franciso Arata, presidente de la filial colombiana de la empresa petrolera Pacific Rubiales Energy. Previamente había estado casada con el actor Francisco Cardona, de quien se separó en 2007.

## Filmografía

### Televisión
| Año       | Título                                    | Personaje                | Canal                        |
| --------- | ----------------------------------------- | ------------------------ | ---------------------------- |
| 2024      | Pedro el escamoso: más escamoso que nunca | Fernanda Ríos            | Caracol Televisión / Disney+ |
| 2011      | Clase ejecutiva                           | Amparo González Rubio    | Caracol Televisión           |
| 2010      | Yo no te lo pido la luna                  | Soledad Castillo         | Caracol Televisión           |
| 2010      | Los caballeros las prefieren brutas       | Esther Castro            | Caracol Televisión           |
| 2009      | Las muñecas de la mafia                   | Presentadora de Noticias | Caracol Televisión           |
| 2008-2009 | La quiero a morir                         | Manuela Sáenz            | Caracol Televisión           |
| 2007-2008 | Sobregiro de amor                         | Margarita Castro         | Caracol Televisión           |
| 2003-2004 | Ángel de la guarda, mi dulce compañía     | Diana                    | Telemundo                    |
| 2003      | Sofía dame tiempo                         | Francesca Sabina         | Telemundo                    |

## Presentadora
| Año       | Título             | Rol              | Nota                    |
| --------- | ------------------ | ---------------- | ----------------------- |
| 2011-2015 | Noticiero CM&      | Presentadora     | Canal 1                 |
| 2003-2005 | Día a día          | Presentadora     | Caracol Televisión      |
| 1998-2002 | Noticias RCN       | Presentadora     | RCN Televisión          |
| 1997-1998 | CBS-Telenoticias   | Presentadora     | Telemundo Internacional |
| 1994-1996 | Noticiero 24 Horas |                  |                         |
| 1993-1994 | Panorama           | Producciones JES |                         |

## Premios y nominaciones

### Premios TV y Novelas
| Año  | Categoría                        | Telenovela o serie                  | Resultado |
| ---- | -------------------------------- | ----------------------------------- | --------- |
| 2012 | Mejor actriz antagónica de serie | Los caballeros las prefieren brutas | Nominada  |

### Premios India Catalina
| Año  | Categoría                                     | Telenovela o serie                  | Resultado |
| ---- | --------------------------------------------- | ----------------------------------- | --------- |
| 2012 | Mejor actriz antagónica de telenovela o serie | Los caballeros las prefieren brutas | Nominada  |